# Шубарагаш (Толебійський район)
Шубарага́ш (каз. Шұбарағаш) — село у складі Толебійського району Туркестанської області Казахстану. Входить до складу Алатауського сільського округу.
Населення — 340 осіб (2021; 340 у 2009, 350 у 1999, 318 у 1989).